# Oud-Lutten
Oud-Lutten (Nedersaksisch: Old-Luttn) is een buurtschap in de gemeente Hardenberg in de Nederlandse provincie Overijssel. Het ligt in het noorden van deze gemeente, drie kilometer ten oosten van Slagharen.

## Geschiedenis
Oud-Lutten wordt voor het eerst vermeld in een oorkonde van graaf Otto II van Bentheim uit 1259, maar er moet al in de bronstijd bewoning zijn geweest, getuige het feit dat hier tot na de Tweede Wereldoorlog grafheuvels lagen. De buurtschap lag destijds zeer afgelegen op een zandrug te midden van een uitgestrekt hoogveengebied. Vanaf de late middeleeuwen vormde Lutten een afzonderlijke marke, die in het begin van de negentiende eeuw werd opgeheven. Na de aanleg van de Dedemsvaart en de daarmee gepaard gaande veenontginningen ontstond langs dit kanaal het huidige Lutten (aan de Dedemsvaart), dat de oorspronkelijke nederzetting (Oud) Lutten overvleugelde.
Steden: Hardenberg · Gramsbergen      Dorpen: Balkbrug · Bergentheim · Bruchterveld · De Krim · Dedemsvaart · Heemse · Kloosterhaar (deels) · Lutten · Mariënberg · Oud Avereest · Rheeze · Schuinesloot · Sibculo · Slagharen

Buurtschappen: Achterin · Ane · Anerveen · Anevelde · De Belt · Benedenvaart · 't Bergje · Braamberg (deels) · Brucht · Collendoorn · Collendoornerveen · Diffelen · Ebbenbroek · Engeland · Gouden Ploeg · Groot-Oever · De Haandrik · 't Haantje · De Haar · Hanekamp · Hardenbergerveld · Heemserveen · Holtheme · Holthone · Hoogenweg · Den Huizen · Den Kaat · Keiendorp · Loozen · Lutten-Oever · Lutterhartje · De Maat · De Meene · De Mulderij · Noord-Stegeren · Den Oosterhuis · Oud-Bergentheim · Oud-Lutten · De Pol · Radewijk · Rheezerveen · De Schans · Sluis 7 · Sponturfwijk · Strooiendorp · Den Velde · Venebrugge · Den Westerhuis · Westerhuizingerveld (deels) · Witman 

Voormalige gemeenten: Avereest · Gramsbergen · Hardenberg (Stad · Ambt)

Overijssel · Steden en dorpen in Overijssel      Nederland · Provincies · Gemeenten